# Cziráky Béla
Cziráki és dénesfalvi gróf Cziráky Béla József Károly Dénes Dezső (Lovasberény, 1852. május 23. – Bécs, 1911. március 20.) kamarás, főispán, főudvarnagy.

## Élete
Cziráky János gróf második fiaként született. Édesanyja gróf Dezasse Lujza volt. Apja 1884. évi halálakor ő a dénesfai uradalmat örökölte. Tanulmányai végeztével 1872-ben fogalmazóként kapott állást előbb az igazságügyi, majd később a belügyminisztériumban. 1880-tól császári és királyi kamarás, 1884-től pedig Fejér vármegye főispánjává nevezték ki. 1885-ben titkos tanácsosi méltósággal is felruházták. 1891-ben, Szögyény-Marich László kilépését követően osztályfőnöki beosztásban munkálkodott a közös külügyminisztériumban. Nyugdíjba menetele után, 1896-ban udvari főmarsall, 1900-ban pedig az Aranygyapjas rend lovagja lett. 1905 októberében az ellenzéki pártok vezetőivel tárgyalt a király bizalmi embereként abban az ügyben, hogy a válságból való kilábalást megvitassák. Sokat foglalkozott tűzvédelmi ügyekkel is. Széchenyi Ödönnel együtt alakították ki Konstantinápoly tűzoltósági hálózatát. Említett tisztségein kívül egy ideig a bécsi Theresianum magyar kormánybiztosaként is funkcionált.

## Családja
1878-ban nőül vette galánthai gróf Esterházy Máriát (1856–1940), aki három gyermeket szült neki:
- József Béla László Barnabás (1883–1960), felesége: csikszentkirályi és krasznahorkai gróf Andrássy Ilona (1886–1967)
- Miklós György László Sixtus (1881–1900)
- György Béla János Gergely (1885–1958), felesége: Majó Erzsébet